# Filmografia de Eddie Murphy
Edward Regan Murphy é um ator, produtor, diretor, roteirista e cantor estadunidense, célebre especialmente por suas atuações cômicas tanto na televisão como no cinema. Murphy iniciou sua carreira no programa humorístico Saturday Night Live em 1980, permanecendo no elenco deste até 1984. Sua estreia no cinema ocorreu em 1982 com 48 Hrs., pelo qual recebeu sua primeira indicação ao Globo de Ouro. Dois anos depois, Murphy interpretou o Detetive Axel Foley na comédia policial Beverly Hills Cop, que tornou-se um verdadeiro sucesso comercial projetando sua carreira a nível internacional. A produção, que também marcou sua estreia como produtor, rendeu mais duas sequências, lançadas em 1987 e 1984, respectivamente. Em 1986, estrelou a comédia sobrenatural The Golden Child, considerado um relativo sucesso comercial. No ano seguinte, voltou a interpretar o detetive Axel Foley em Beverly Hills Cop II, o segundo título da franquia homônima.
Em 1988, estrelou e escreveu a comédia Coming to America, considerado um de seus maiores trabalhos em cinema. O filme que narra a vinda de um príncipe africano para Nova Iorque e seus desafios de adaptação na cidade, também contou com a atuação de James Earl Jones e participações especiais de Samuel L. Jackson e Cuba Gooding Jr.; este último em seu primeiro papel no cinema. No ano seguinte, contracenou com Richard Pryor em Harlem Nights, um filme de humor negro parodiando a sociedade estadunidense da década de 1930. Por sua única atuação como diretor, Murphy foi indicado ao Framboesa de Ouro de Pior Direção.
A partir da década de 1990, seus filmes passaram a incluir um considerável elenco de atores negros, especialmente em Coming to America, Harlem Nights, Boomerang, Vampire in Brooklyn e Life; muitos dos quais tornaram-se atores de reconhecimento mundial como o próprio Murphy, tais como Damon Wayans e Martin Lawrence. Em 1994, voltou a colaborar com o diretor John Landis em Beverly Hills Cop III, o terceiro e último filme da franquia homônima. O filme arrecadou pouco mais de 77 milhões de dólares em bilheterias, sendo o resultado mais fraco de todos os três lançamentos da franquia. Após dividir as telas com Angela Bassett na comédia de terror Vampire in Brooklyn (1995), Murphy interpretou múltiplos papéis em The Nutty Professor, uma refilmagem do filme homônimo de 1963 estrelado por Jerry Lewis. Por sua aclamada atuação, Murphy foi indicado ao MTV Movie Awards nas categorias de Melhor Comediante e Melhor Ator e recebeu o Prêmio Saturno de Melhor Ator em Cinema.
Em 1998, dublou o personagem Mushu em Mulan, o 36º filme de animação da Walt Disney Animation. Ainda no mesmo ano, protagonizou a comédia familiar Dr. Dolittle (refilmagem do musical homônimo de 1967) e contracenou com Jeff Goldblum e Kelly Preston na dramédia Holy Man. Em 1999, contracenou com dois comediantes de sucesso: Martin Lawrence e Steve Martin em Life e Bowfinger, respectivamente. No ano seguinte, regressou ao trabalho de roteirista em Nutty Professor II: The Klumps, sequência de The Nutty Professor, e pelo qual foi novamente indicado ao Prêmio Satellite de Melhor Ator em Cinema. 
Dando sequência a suas performances em filme de comédia familiar, Murphy integrou o trio de protagonistas da animação Shrek (2001), com Cameron Diaz e Mike Myers. Por sua dublagem do personagem Burro, o ator foi indicado ao BAFTA de Melhor Ator Coadjuvante e recebeu o Annie Award de Melhor Dublagem Masculina. Murphy reprisaria seu papel em todas as sequências da franquia: Shrek 2 (2004), Shrek the Third (2007) e Shrek Forever After (2010). Em 2002, atuou ao lado de Robert De Niro na comédia policial Showtime, estrelou a comédia de ficção científica The Adventures of Pluto Nash e a comédia de aventura I Spy. No entanto, foi novamente indicado ao Framboesa de Ouro de Pior Ator por cada um destes trabalhos. Em 2003, estrelou a comédia familiar Daddy Day Care e a comédia de terror The Haunted Mansion, este último contando com as atuações de Terence Stamp e Marsha Thomason e considerado um relativo sucesso.
Murphy recebeu o Globo de Ouro de Melhor Ator Coadjuvante em Cinema e o Prêmio SAG de Melhor Ator Coadjuvante, além de outras variadas indicações, por sua atuação no drama musical Dreamgirls (2006). O filme, baseado na carreira do grupo The Supremes, foi co-protagonizado por Beyoncé, Jamie Foxx e Jennifer Hudson, sendo o filme mais caro da história estrelado por um elenco inteiramente afro-americano. Dreamgirls rendeu mais de 154 milhões de dólares em bilheterias mundiais, sendo um dos mais bem-sucedidos filmes estrelados por Murphy em toda sua carreira.

## Filmografia

### Cinema
| Ano  | Filme                          | Papel | Papel    | Papel      | Papel                                 | Diretor                                   | Ref.   |
| Ano  | Filme                          | Ator  | Produtor | Roteirista | Papel                                 | Diretor                                   | Ref.   |
| ---- | ------------------------------ | ----- | -------- | ---------- | ------------------------------------- | ----------------------------------------- | ------ |
| 1982 | 48 Hrs.                        | Sim   |          |            | Reggie Hammond                        | Walter Hill                               | [ 17 ] |
| 1983 | Trading Places                 | Sim   |          |            | Billy Ray Valentine                   | John Landis                               | [ 18 ] |
| 1984 | Best Defense                   | Sim   |          |            | Tenente T.M. Landry                   | Willard Huyck                             | [ 19 ] |
| 1984 | Beverly Hills Cop              | Sim   |          | Sim        | Detetive Axel Foley                   | Martin Brest                              | [ 20 ] |
| 1986 | The Golden Child               | Sim   |          |            | Chandler Jarrell                      | Michael Ritchie                           | [ 21 ] |
| 1987 | Beverly Hills Cop II           | Sim   |          | Sim        | Detetive Axel Foley                   | Tony Scott                                |        |
| 1987 | Eddie Murphy Raw               | Sim   | Sim      | Sim        | Ele mesmo                             | Robert Townsend                           |        |
| 1988 | Coming to America              | Sim   |          | Sim        | Príncipe Akeem Joffer                 | John Landis                               |        |
| 1989 | Harlem Nights                  | Sim   | Sim      | Sim        | Vernest Brown                         | Eddie Murphy                              |        |
| 1990 | Another 48 Hrs.                | Sim   |          | Sim        | Reggie Hammond                        | Walter Hill                               |        |
| 1992 | Boomerang                      | Sim   |          | Sim        | Marcus Graham                         | Reginald Hudlin                           |        |
| 1992 | The Distinguished Gentleman    | Sim   |          |            | Thomas Jefferson Johnson              | Jonathan Lynn                             |        |
| 1994 | Beverly Hills Cop III          | Sim   |          |            | Detetive Axel Foley                   | John Landis                               |        |
| 1995 | Vampire in Brooklyn            | Sim   | Sim      | Sim        | Maximillian                           | Wes Craven                                |        |
| 1996 | The Nutty Professor            | Sim   |          |            | Professor Sherman Klump Família Klump | Tom Shadyac                               |        |
| 1997 | Metro                          | Sim   |          |            | Inspetor Scott Roper                  | Thomas Carter                             |        |
| 1998 | Mulan                          | Sim   |          |            | Mushu (voz)                           | Barry Cook Tony Bancroft                  |        |
| 1998 | Dr. Dolittle                   | Sim   |          |            | Dr. John Dolittle                     | Betty Thomas                              |        |
| 1998 | Holy Man                       | Sim   |          |            | G                                     | Stephen Herek                             |        |
| 1999 | Life                           | Sim   | Sim      | Sim        | Rayford Gibson                        | Ted Demme                                 |        |
| 1999 | Bowfinger                      | Sim   |          |            | Kit Ramsey / Jiffrenson Ramsey        | Frank Oz                                  |        |
| 2000 | Nutty Professor II: The Klumps | Sim   | Sim      |            | Professor Sherman Klump Família Klump | Peter Segal                               |        |
| 2001 | Shrek                          | Sim   |          |            | Burro (voz)                           | Andrew Adamson Vicky Jenson               |        |
| 2001 | Dr. Dolittle 2                 | Sim   |          |            | Dr. John Dolittle                     | Steve Carr                                |        |
| 2002 | Showtime                       | Sim   |          |            | Oficial Trey Sellers                  | Tom Dey                                   |        |
| 2002 | The Adventures of Pluto Nash   | Sim   |          |            | Pluto Nash / Rex Crater               | Ron Underwood                             |        |
| 2002 | I Spy                          | Sim   |          |            | Kelly Robinson                        | Betty Thomas                              |        |
| 2003 | Daddy Day Care                 | Sim   |          |            | Charlie Hinton                        | Steve Carr                                |        |
| 2003 | The Haunted Mansion            | Sim   |          |            | Jim Evers                             | Rob Minkoff                               |        |
| 2004 | Shrek 2                        | Sim   |          |            | Burro (voz)                           | Andrew Adamson Kelly Asbury Conrad Vernon | [ 22 ] |
| 2006 | Dreamgirls                     | Sim   |          |            | James Early                           | Bill Condon                               | [ 23 ] |
| 2007 | Norbit                         | Sim   | Sim      |            | Norbit Rice                           | Brian Robbins                             | [ 24 ] |
| 2007 | Shrek the Third                | Sim   |          |            | Burro (voz)                           | Chris Miller                              | [ 25 ] |
| 2008 | Meet Dave                      | Sim   |          |            | Dave Ming-Chang / Capitão             | Brian Robbins                             | [ 26 ] |
| 2009 | Imagine That                   | Sim   |          |            | Evan Danielson                        | Karey Kirkpatrick                         | [ 27 ] |
| 2010 | Shrek Forever After            | Sim   |          |            | Burro (voz)                           | Mike Mitchell                             | [ 28 ] |
| 2011 | Tower Heist                    | Sim   |          |            | Darnell Davis                         | Brett Ratner                              | [ 29 ] |
| 2012 | A Thousand Words               | Sim   |          |            | Jack McCall                           | Brian Robbins                             | [ 30 ] |
| 2016 | Mr. Church                     | Sim   |          |            | Henry Joseph Church                   | Bruce Beresford                           | [ 31 ] |
| 2019 | Dolemite Is My Name            | Sim   | Sim      |            | Rudy Ray Moore / Dolemite             | Craig Brewer                              | [ 32 ] |
| 2021 | Coming 2 America               | Sim   |          | Sim        | Príncipe Akeem Joffer                 | Craig Brewer                              | [ 33 ] |
| 2023 | You People                     | Sim   |          |            | Akbar Mohammed                        | Kenya Barris                              | [ 34 ] |
| 2023 | Candy Cane Lane                | Sim   | Sim      |            | Chris Carver                          | Reginald Hudlin                           | [ 35 ] |
| 2024 | Beverly Hills Cop: Axel Foley  | Sim   | Sim      |            | Detetive Axel Foley                   | Mark Molloy                               | [ 36 ] |
| 2025 | The Pickup                     | Sim   | Sim      |            | Russell Pierce                        | Tim Story                                 | [ 37 ] |

### Televisão
| Televisão       | Televisão                       | Televisão          |
| Ano             | Titulo                          | Papel              |
| --------------- | ------------------------------- | ------------------ |
| 1980–1984, 2015 | Saturday Night Live             |                    |
| 1983            | Eddie Murphy: Delirious         |                    |
| 1989            | What's Alan Watching?           |                    |
| 1991            | The Royal Family                | Criador            |
| 1993            | Dangerous: The Short Films      | Faraó Ramessés III |
| 1999–2001       | The PJs                         | Thurgood Stubbs    |
| 2004            | Father of the Pride             | Burro              |
| 2007            | Shrek the Halls                 | Burro              |
| 2010            | Donkey's Christmas Shrektacular | Burro              |
| 2012            | Eddie Murphy: One Night Only    | Convidado de honra |